# LT&SR Composite 8
Die dreiachsigen Abteilwagen der 1. und 3. Klasse (im Englischen mit Composite bezeichnet) nach Musterblatt 8 der britischen London, Tilbury and Southend Railway (LT&SR) wurden 1891 gebaut. 

## Geschichte
1891 beauftragte die LT&SR die Metropolitan Railway Carriage and Wagon Company mit dem Bau von vier gemischtklassigen Abteilwagen. Die dreiachsigen Wagen hatten je drei Abteile der 1. Klasse in der Wagenmitte und an jedem Ende ein 3. Klasse-Abteil. Die beiden ersten Abteile an einem Ende waren für Raucher vorgesehen, die restlichen drei Abteile für Nichtraucher.
Mit der Übernahme der LT&SR durch die Midland Railway (MR) 1912 gingen die vier Wagen an die MR über und wurden dort neu nummeriert. Sie wurden jedoch vor dem Zusammenschluss der MR mit anderen Gesellschaften 1923 zur London, Midland and Scottish Railway (LMS) außer Dienst gestellt und verschrottet. 

## Lackierung und Beschriftung
Die Wagenkästen bestanden, wie bei allen Personenwagen der LT&SR, aus klarlackiertem Teakholz und hatten goldfarbene Zierlinien und Beschriftungen mit rotem Schatten. Die Dächer waren hellgrau, Fahrgestelle und alle anderen Metallteile wurden schwarz lackiert.

## Anmerkung
Auf dem oben gezeigten Werkfoto hat der Wagen die Nummer 15. Diese wurde vor der Inbetriebnahme jedoch geändert. Zu der Zeit waren die Nummer 15 und 16 noch von zwei zweiachsigen gemischtklassigen Wagen der 2. und 3. Klasse belegt.